# Nikola Stojiljković
Nikola Stojiljković (in serbo Никола Стојиљковић?; 17 agosto 1992) è un calciatore serbo, attaccante dell'Al-Kholood.

## Carriera
Il 30 maggio 2009 debutta tra i professionisti col Rad Belgrado, nella partita pareggiata per 2-2 contro il Vojvodina. Dopo tre stagioni viene prelevato dal Čukarički Stankom, sempre in Superliga serba. Al termine della stagione 2013-14 la squadra si piazza al quinto posto, posizione che le consente di partecipare ai preliminari dell'Europa League 2014-15, anche in virtù dell'esclusione dei campioni di Serbia della Stella Rossa da tutte le competizioni UEFA per disordini finanziari. Nonostante un suo gol nel match di ritorno, nel turno di qualificazione la compagine serba viene eliminata dagli austriaci del Grödig. Al termine della stagione, conclusa con un totale di 14 reti, vince il suo primo titolo in carriera, la Coppa di Serbia 2014-2015.
L'8 agosto 2015 viene prelevato dai portoghesi dello Sporting Braga, con cui firma un contratto quinquennale. Otto giorni dopo debutta in Primeira Liga nella vittoria casalinga per 2-1 contro il Nacional. Timbra la prima marcatura con i lusitani nel match vinto 5-1 contro il Marítimo. Col Braga riesce a vincere il suo secondo trofeo personale, la Coppa del Portogallo 2015-2016.
Nel settembre 2017 viene ceduto a titolo temporaneo ai turchi del Kayserispor, prima di far ritorno in patria nelle file della Stella Rossa Belgrado, con cui si accorda per una stagione. Dopo il trasferimento al Maiorca nel gennaio 2019, il 13 agosto dello stesso anno ritorna in Portogallo, questa volta in prestito al Boavista.

## Palmarès

### Club
- Coppa di Serbia: 1

Čukarički: 2014-2015
- Coppa del Portogallo: 1

Braga: 2015-2016

### Individuale
- Capocannoniere della Coppa di Serbia: 1

2014-2015 (3 reti)